# Cellepora pumicosa
Cellepora pumicosa är en mossdjursart som först beskrevs av Peter Simon Pallas 1766.  Cellepora pumicosa ingår i släktet Cellepora och familjen Celleporidae. Inga underarter finns listade i Catalogue of Life.